# 貝塚トンネル

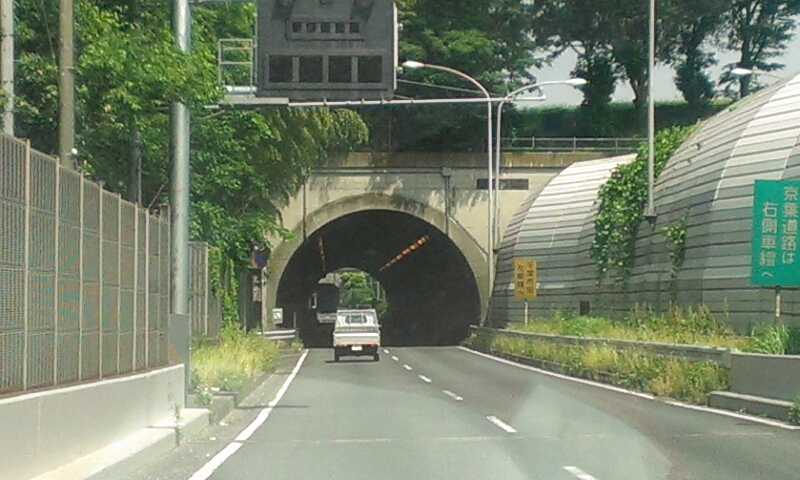
貝塚トンネル（国道16号線で東京方向に向け撮影）

貝塚トンネル（かいづかトンネル）は、千葉県千葉市若葉区にある京葉道路および国道16号千葉バイパスのトンネルである。

## 概要
- 全長 191m
- 制限速度 80km/h

京葉道路 貝塚IC - 千葉東JCTの間にあるトンネルで、京葉道路で唯一のトンネル。
名前の由来は、荒屋敷貝塚の地下を貫くことからと思われる。坑口の形が上下線で同じ（いわゆるメガネトンネル）である。京葉道路の銘板には「貝塚トンネル」とかかれているが、国道16号の銘板には「貝塚隧道」と書かれている。
京葉道路の貝塚トンネルは、荒屋敷貝塚の保存のために京葉道路の構造をトンネルに計画変更されたもので、埋蔵文化財の保存対応のために道路の工事費が24億円増加し、道路供用も当初予定から2年遅れるもととなった。